# Уикъмб (община)
Община Уикъмб (на английски: Wycombe District) е една от петте административни единици в област (графство) Бъкингамшър, регион Югоизточна Англия. Населението на общината към 2010 година е 164 800 жители разпределени в множество селища на площ от 324.57 квадратни километра. Главен град на общината е Хай Уикъмб.

## География
Община Уикъмб е разположена в югозападната част на графството.
Градове на територията на общината:
| град            | на английски       | население         |
| --------------- | ------------------ | ----------------- |
| Хай Уикъмб      | High Wycombe       | 77 178 (118 229)* |
| Марлоу          | Marlow             | 17 522            |
| Принцес Рисбъро | Princes Risborough | 7978              |

(*) В скоби за Хай Уикъмб е показано населението на цялата агломерация.

## Демография
Разпределение на жителите в проценти по етническа принадлежност:
- Бели (86,1%)
- Черни (2,7%)
- Китайци (1%)
- Азиатци (други) (8,2%)
- Смесени (1,7%)